# بايزو
بايزو (بالإيطالية: Baiso)‏ هي بلدية في مقاطعة ريدجو إميليا في إقليم إميليا رومانيا الإيطالي.

## السكان
تطور النمو السكاني لـ بايزو